# Robert Servatius
Robert Servatius, född 31 oktober 1894 i Köln, död 7 augusti 1983 i Köln, var en internationellt uppmärksammad tysk jurist.  
Servatius försvarade bland andra Fritz Sauckel vid Nürnbergprocessen 1945–1946. Under Läkarrättegången i Nürnberg 1946–1947 försvarade han den huvudåtalade Karl Brandt. 
1961 försvarade han Adolf Eichmann under processen mot denne i Jerusalem. Vid tillfället tilläts inte icke israeliskt ackrediterade jurister försvara misstänkta, vilket nödgade Knesset att anta en lagändring enligt vilken detta tilläts i dödsstraffmål.  